# 宋则久旧居
宋则久旧居是天津人爱国商人、敦庆隆绸缎庄经理、天津造胰股份有限公司、北洋保险公司和天津报国公司创办者、直隶国货维持会会长宋则久在天津的故居，始建于1920年，坐落于原天津法租界的丰领事路（Rue Fontanier）（今和平区赤峰道125号），宋则久旧居目前为为二层砖木结构小楼。